# Semaeopus hircaria
Semaeopus hircaria là một loài bướm đêm trong họ Geometridae.